# Henry Gray
Henry Gray (Londres, 1827-Londres, 13 de junio de 1861) fue un anatomista y cirujano británico. A los 25 años fue elegido Fellow of the Royal Society (FRS), honor otorgado a los científicos distinguidos.

## Biografía
Nació, vivió y murió en el distrito de Belgravia, en el centro de Londres. De su niñez y temprana educación no se conoce nada. Su padre fue mensajero privado del rey Jorge IV y de Guillermo IV.
El 6 de mayo de 1845 ingresó como estudiante en el St. George's Hospital (de Londres), y es descrito por aquellos que le conocieron como una persona esmerada y metódica, y alguien que aprendió anatomía por su método lento pero inestimable de hacer disecciones por sí mismo.
En 1848, mientras todavía era un estudiante, consiguió el premio trienal de la Royal College of Surgeons (Real Universidad de Cirujanos) por un ensayo titulado El origen, conexiones y distribución de los nervios del ojo humano, ilustrando de un modo comparativo las disecciones del ojo en otros animales vertebrados.
En 1858, Gray publicó la primera edición de su Anatomía, la cual abarcaba 750 páginas y contenía 363 ilustraciones. Tuvo la suerte de contar con la ayuda de su amigo el Dr. Henry Vandyke Carter, dibujante experimentado y anteriormente demostrador de anatomía en el St. George's Hospital. Carter hizo los dibujos, y debido a esas excelentes ilustraciones, contribuyó en gran medida al éxito del libro.
En 1861, Gray contrajo viruela cuando estuvo atendiendo a un sobrino con esta enfermedad. Falleció en el céntrico distrito londinense de Belgravia, a los 34 años.
El libro se publica todavía bajo el título de "Anatomía de Gray" y es apreciado como un libro extraordinario por los estudiantes de medicina.